# 日暮归乡
《日暮归乡》(英语: Returning Home) 是于2025年推出的的一部纪录片。该片花了两年拍摄，诉说着六个台湾老兵思乡的故事。该片由楊正濃執導、王童監製。